# Lars (aartsbisschop)
Lars was de rooms-katholieke aartsbisschop van Uppsala van 1255 tot 1267. De naam Lars is een Zweedse vorm van de Latijnse naam Laurentius; zijn bij zijn geboorte gegeven naam is onbekend. 
Lars werd geworven voor het Franciscaanse klooster in Enköping, dat toen pas net was opgericht. Het is mogelijk dat hij buitenlands was, omdat het klooster nog geen tijd zou hebben gehad om Zweedse monniken te werven.
In 1255 werd Lars ingewijd in Lund. Korte tijd daarna verscheen een brief van de paus. Hij drukte in deze brief zijn vertrouwen in de Zweedse monarch Birger Jarl uit, daar de situatie in Zweden niet stabiel was. Er was een voortdurende strijd om de troon, die later de antagonisten dwong de geestelijken te belasten om zo steun te vinden voor hun 'oorlogen'. In 1257 verscheen een andere brief van de paus, waarin hij de kruistochten naar het oosten steunde. Deze kruistochten hadden de Zweedse delen van Finland als doel, waar het christendom zich nog niet had verspreid of waar de mensen apostaat waren geworden. De kruistochten naar Jeruzalem waren een inspiratiebron voor de Zweedse kruistochten.
Lars werd opgedragen het celibaat bij priesters te handhaven, omdat dit nog een onopgelost probleem was in Zweden, ondanks de bemoeienis van de paus. De belangrijkste reden die gegeven wordt voor dit probleem is de kleine bevolking van Zweden, waardoor het noodzakelijk werd dat priesters trouwden en kinderen kregen. Lars probeerde het celibaat te handhaven, maar in 1258 moest hij desondanks een verzoek sturen naar de paus om excommunicatie van diegenen die de regel van het celibaat overtraden af te schaffen.
In 1267 overleed Lars. Hij werd begraven in het klooster in Enköping.